# Liptovský Ondrej
Liptovský Ondrej este o comună slovacă, aflată în districtul Liptovský Mikuláš din regiunea Žilina. Localitatea se află la altitudinea de 678 m deasupra n.m., se întinde pe o suprafață de 4,69 km2 și în 2017 număra 614 locuitori.

## Istoric
Localitatea Liptovský Ondrej este atestată documentar din anul 1332.

## Demografie
| An:                | 1994 | 2004    | 2014   | 2024    |
| ------------------ | ---- | ------- | ------ | ------- |
| Număr de persoane: | 447  | 566     | 599    | 671     |
| Diferență:         |      | +26,62% | +5,83% | +12,02% |

| An:                | 2023 | 2024   |
| ------------------ | ---- | ------ |
| Număr de persoane: | 663  | 671    |
| Diferență:         |      | +1,20% |